# Šumperk
Šumperk (njem. Mährisch Schönberg) je grad u Olomoučkom kraju u Češkoj Republici.

## Zemljopis
Šumperk je moravski grad koji je nalazi na rijeci Morava (češ. Desná) u jugoistočnom dijelu jesenskih planina (češ. Jeseníky). Zbog svog položaja na samom kraju planina se nadima „Kapija Jesenjika“. 

## Galerija
- Šumperk
- Trg
- Zgrada Općine
- Pješačka ulica
- Pješačka ulica

## Gradovi prijatelji
- Bad Hersfeld, Njemačka
- Nysa, Poljska
- Maarssen, Nizozemska
- Prievidza, Slovačka
- Vaasa, Finska

## Stanovništvo
Promjena broja stanovništva od 1939 do 2016. 
- 1939: 15.611
- 1947: 12.341
- 1991: 30.422
- 2006: 28.401
- 2016: 26.478

## Demografija
Trenutni broj stanovnika je 26.478. 
Nacionalne manjine su vijetnamci i ukrajinci. 

## Gradonačelnik
- 1882 do 1907 Friedrich Ritter von Tersch
- 1907 do 1918 Viktor von Woehlheim
- 1918 do 1921 Gustav Oberleitner
- 1921 do 1923 Johann Witschke
- 1923 do 1933 Otto Lebwohl
- 1933 do 1934 Richard Künzell
- 1934 do 1938 Alois Blaschke
- 1938 do 1945 Hans Kaulich

## Vanjske poveznice
- Povijest grada Šumperk na češkom.